# إشتفان ساندور
إشتفان ساندور (بالمجرية: István Sándor)‏ هو مجدف ومدرب رياضي مجري وكندي، ولد في 8 يونيو 1921 في بودابست في المجر، وتوفي في 5 يناير 2018 في تورونتو في كندا.

## وصلات خارجية
- إشتڤان شاندور على موقع الاتحاد الدولي للتجديف (الإنجليزية)
- إشتڤان شاندور على موقع أوليمبيديا (الإنجليزية)